# Tobías Reinhart
Tobías Elián Reinhart (Lomas de Zamora, 21 maggio 2000) è un calciatore argentino, centrocampista della Reggiana.

## Caratteristiche tecniche
Nato come esterno offensivo, successivamente si è stabilito come mediano o mezzala.

## Carriera
Reinhart è cresciuto nel settore giovanile del Temperley ed ha debuttato in prima squadra il 27 luglio 2018 nell'incontro di Copa Argentina vinto 1-0 contro l'Estudiantes (BA). Un mese più tardi ha fatto il suo debutto anche in Primera B Nacional contro il Gimnasia (M).
Il 17 agosto 2019 è stato ceduto in prestito allo Spezia ed il 26 dicembre ha debuttato nell'incontro di Serie B pareggiato 0-0 contro la Virtus Entella. Utilizzato in sole due occasioni, a fine stagione è tornato in Argentina dove è diventato una colonna portante del centrocampo del Temperley, disputando 90 partite e segnando 9 reti nelle successive tre stagioni.
Il 19 dicembre 2023 ha fatto ritorno in Italia passando a titolo definitivo alla Reggiana. Ha segnato il suo primo gol con la nuova maglia il 18 agosto 2024 nell'incontro del campionato cadetto pareggiato 2-2 contro il Mantova.

## Statistiche

### Presenze e reti nei club
Statistiche aggiornate al 15 maggio 2025.
| Stagione         | Squadra          | Campionato       | Campionato | Campionato | Coppe nazionali | Coppe nazionali | Coppe nazionali | Coppe continentali | Coppe continentali | Coppe continentali | Altre coppe | Altre coppe | Altre coppe | Totale | Totale | Totale |
| Stagione         | Squadra          | Comp             | Pres       | Reti       | Comp            | Pres            | Reti            | Comp               | Pres               | Reti               | Comp        | Pres        | Reti        | Pres   | Reti   |        |
| ---------------- | ---------------- | ---------------- | ---------- | ---------- | --------------- | --------------- | --------------- | ------------------ | ------------------ | ------------------ | ----------- | ----------- | ----------- | ------ | ------ | ------ |
| 2018-2019        | Temperley        | PN               | 18         | 0          | CA              | 3               | 0               | -                  | -                  | -                  | -           | -           | -           | 21     | 0      |        |
| 2019-2020        | Spezia           | B                | 2          | 0          | CI              | 0               | 0               | -                  | -                  | -                  | -           | -           | -           | 2      | 0      |        |
| 2021             | Temperley        | PN               | 21         | 1          | CA              | 2               | 1               | -                  | -                  | -                  | -           | -           | -           | 23     | 2      |        |
| 2022             | Temperley        | PN               | 34         | 4          | CA              | 0               | 0               | -                  | -                  | -                  | -           | -           | -           | 34     | 4      |        |
| 2023             | Temperley        | PN               | 34         | 2          | CA              | 0               | 0               | -                  | -                  | -                  | -           | -           | -           | 34     | 2      |        |
| Totale Temperley | Totale Temperley | Totale Temperley | 107        | 7          |                 | 5               | 1               |                    | -                  | -                  |             | -           | -           | 112    | 8      |        |
| gen.-giu. 2024   | Reggiana         | B                | 3          | 0          | CI              | 0               | 0               | -                  | -                  | -                  | -           | -           | -           | 3      | 0      |        |
| 2024-2025        | Reggiana         | B                | 31         | 1          | CI              | 1               | 0               | -                  | -                  | -                  | -           | -           | -           | 18     | 1      |        |
| Totale Reggiana  | Totale Reggiana  | Totale Reggiana  | 34         | 1          |                 | 1               | 0               |                    | -                  | -                  |             | -           | -           | 35     | 1      |        |
| Totale carriera  | Totale carriera  | Totale carriera  | 143        | 8          |                 | 6               | 1               |                    | -                  | -                  |             | -           | -           | 149    | 9      |        |